# Меццані
Меццані (італ. Mezzani) — муніципалітет в Італії, у регіоні Емілія-Романья,  провінція Парма.
Меццані розташоване на відстані близько 380 км на північний захід від Рима, 90 км на північний захід від Болоньї, 16 км на північний схід від Парми.

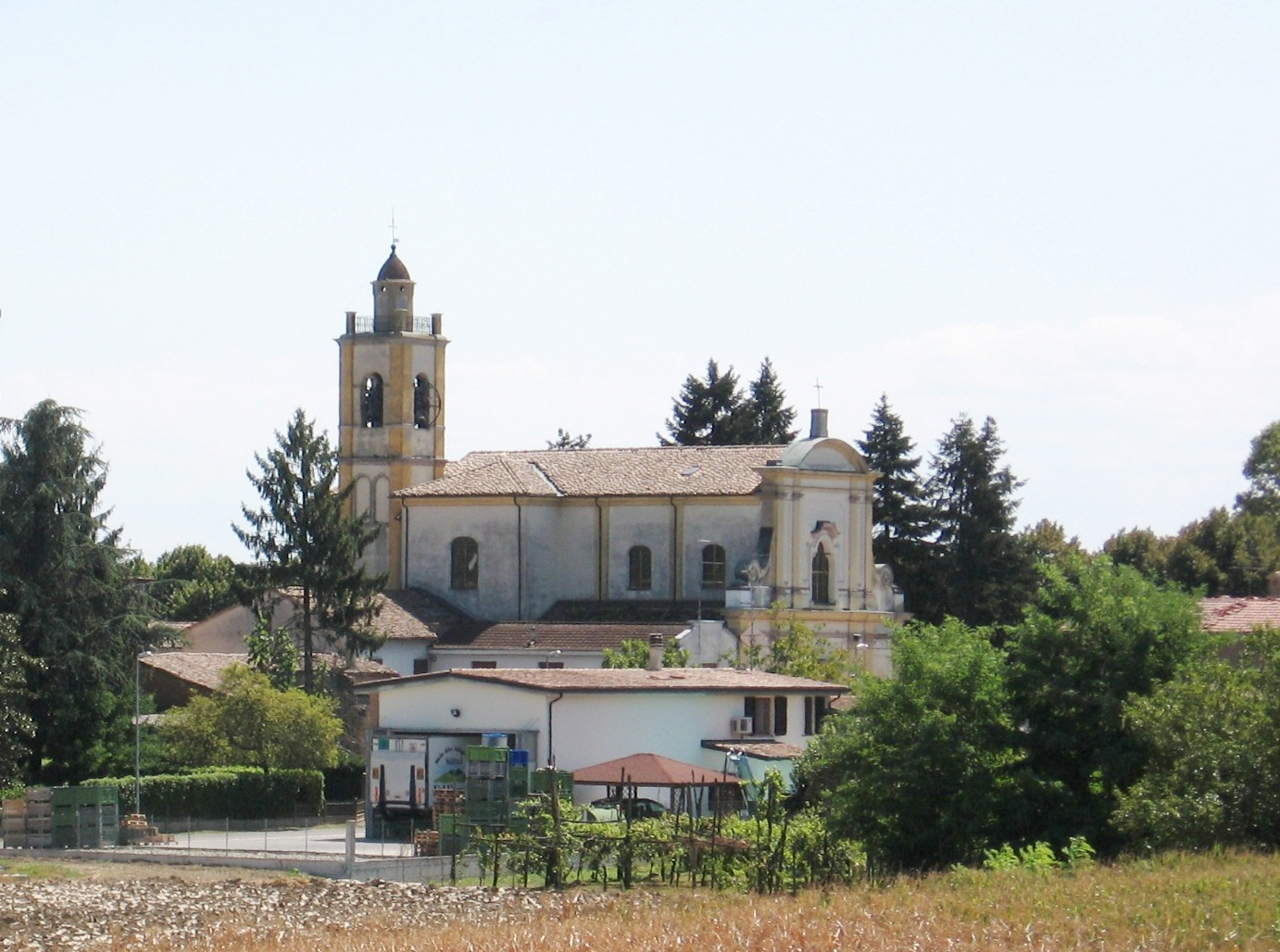

Населення — 3325 осіб (2014).

## Демографія
Населення за роками:

Станом на 31 грудня 2014 року в муніципалітеті офіційно проживало 355 іноземців з 37 країн, серед них 62 громадяни країн Євросоюзу та 8 громадян України.

## Сусідні муніципалітети
- Брешелло
- Казальмаджоре
- Колорно
- Парма
- Сорболо
- Торриле
- В'ядана